# Carlo Bollino
Carlo Bollino (Lecce, 15 novembre 1961) è un giornalista e scrittore italiano.

## Biografia
Giovanissimo incomincia la sua carriera di giornalista nelle prime emittenti radiofoniche di Lecce (Radio Nice International e Radio Rama).
Inizia a lavorare nella carta stampata al "Quotidiano" di Lecce, Brindisi e Taranto. Diventa giornalista professionista all'età di 24 anni, nel 1985.
Passa a "La Gazzetta del Mezzogiorno", come redattore di cronaca nera, prima nel Salento, e poi in tutto il sud Italia. Impronta la sua professione all’insegna della denuncia contro la criminalità e le penetrazioni mafiose in Puglia. Questo lo ha reso per anni uno dei maggiori conoscitori della Sacra Corona Unita contro la quale ha scritto sin dalla sua scoperta. Per oltre un decennio si è occupato di tutti i principali fatti di mafia e di cronaca nera avvenuti nel Salento, in Puglia e in Basilicata.
Nel 1989 viene nominato inviato speciale e si trasferisce a Bari presso la sede centrale de La Gazzetta del Mezzogiorno, ove poi assume il ruolo di caporedattore centrale. 
Nel 1990 conduce in Basilicata una approfondita inchiesta giornalistica sulle connessioni tra criminalità, politica ed economia. 
Nel 1991 inizia a occuparsi di politica estera e segue la guerra nell'ex Jugoslavia e in Iraq, e poi la caduta del comunismo in vari paesi dell'Est Europa. 
Nel 1993 rifonda (dopo molti anni) e dirige in Albania, per conto della Edisud, il quotidiano Gazeta Shqiptare e poi l'emittente radiofonica "Radio Rash", il portale di notizie "Balkanweb" (in lingua albanese) e la emittente televisiva "News24". Questo gruppo editoriale sarà il secondo più importante polo informativo del paese.
Nel 1999 diventa corrispondente dell'agenzia di stampa Ansa per i Balcani: è inviato di guerra in Somalia, ex Jugoslavia, Kosovo, Macedonia, Iraq, Israele, Afghanistan e Libano.
Dopo aver vissuto per 14 anni a Tirana, a luglio 2007 si trasferisce in Medio Oriente, ove assume la guida dell'ufficio di corrispondenza dell'Ansa in Israele e nei Territori palestinesi.
Da maggio 2008 ritorna a Bari con l'incarico di direttore de La Gazzetta del Mezzogiorno. In questi anni di ritorno sul fronte del giornalismo italiano, si riaccende anche la sua passione civile. Tra l'altro una sua iniziativa per contrastare una legge del governo italiano che rischia di limitare la libertà di stampa, gli procura il premio Cronista 2009 della città di Viareggio e l'apprezzamento del sindacato nazionale dei giornalisti italiani.
Tra il 2010 e il 2012 diventa ospite fisso di numerosissime trasmissioni televisive di inchiesta come Porta a Porta (RaiUno),  Pomeriggio sul Due (RaiDue) e La Vita in Diretta (RaiUno) nelle quali viene invitato a commentare sviluppi e retroscena di alcune importanti vicende di attualità, prima tra tutte l'inchiesta sul delitto della giovane Sarah Scazzi del cui "caso" viene considerato uno dei più esperti giornalisti italiani.
Dal 14 al 21 ottobre 2012, l'editorialista commenta nella rubrica «Res Gestae» su Rai Storia (canale Digitale Terrestre) gli avvenimenti significativi, approfondisce le notizie del giorno, e riporta alla luce i fatti e i personaggi che hanno segnato la storia politica e culturale, con l'uso di documenti audiovisivi delle Teche Rai.
Nell'ottobre del 2014 si è dimesso dalla direzione della Gazzetta del Mezzogiorno ed è tornato a vivere in Albania dove ha fondato e guida un nuovo gruppo editoriale composto dalla televisione all news A1Report (oggi Report Tv) e dal portale e quotidiano in lingua albanese Shqiptarja.com
Nel gennaio 2016 ha ricevuto la cittadinanza albanese.
Nel 2014 e nel 2016 è ideatore a Tirana dei musei sul comunismo Bunk'Art 1 e Bunk'Art 2 allestiti all’interno di bunker antiatomici costruiti dal dittatore comunista Enver Hoxha negli anni della guerra fredda. Di entrambi i musei, diventati secondo TripAdvisor tra le principali mete turistiche dell’Albania, è tuttora il curatore generale.

## Premi e riconoscimenti
- Il 27 dicembre 2008 riceve il premio internazionale Giornalista del Mediterraneo[3]
- Nel marzo 2009 riceve il ''Premio cronista'' della città di Viareggio per l'impegno in difesa della libertà di stampa
- Il 2 giugno 2009 riceve il Premio Mediterraneo[4]
- Nel 2009 il presidente della Repubblica Albanese Bamir Topi gli consegna la “Medaglia della gratitudine”, un'onorificenza per “il contributo offerto alla creazione e alla crescita dei media in Albania, come fattore importante per lo sviluppo e il progresso della democrazia”[5]
- Nel 2010 riceve il “Premio Turris Magna – città di Tricase” perché "si è distinto come inviato di guerra e in Albania, dove ha contribuito alla costruzione di un importante gruppo editoriale"[6].
- Il 3 novembre 2011 riceve il premio Nazionale Maria Grazia Cutuli[7] come inviato di guerra, per il suo impegno a favore della pace.
- Il 25 marzo 2012 riceve il Premio internazionale di cultura organizzato dal Centro europeo «Aldo Moro» e dall’Aede (Association europèenne des enseignats)[8]
- Il 30 giugno 2012 riceve il premio Terra del Sole Awards[9] come esponente delle eccellenze professionali della Puglia.
- Il 24 agosto 2012 è stato proclamato "pugliese dell'anno" nell'ambito della XIX edizione del premio nazionale Argos Hippium[10][11].
- Il 31 agosto 2013 riceve uno speciale riconoscimento[12] dal premio Il Sallentino, patrocinato dalla Presidenza della repubblica italiana.
- Nel 2025 riceve il premio nazionale alla carriera ''Antonio Maglio''

## Pubblicazioni
Nel 1987 pubblica il libro "La posta in gioco", un'inchiesta sull'omicidio a Nardò di Renata Fonte, edito da Carmine De Benedittis e da Antonella Mascali: dal testo è poi tratto un film, dal titolo omonimo per la regia di Sergio Nasca.
Nel 2011 è tra gli speaker del Forum Comunicazione & Digitale, uno dei più importanti forum italiani dedicati alle nuove tecnologie applicate all'informazione.
Nel 2014 pubblica il libro in lingua albanese ''Il doppio silenzio'' dedicato al progetto (poi fallito a causa di imponenti proteste popolari) di smaltire in Albania armi chimiche provenienti dalla Siria
Nel 2025 pubblica in albanese, italiano e inglese il libro ''Nei tunnel segreti dell'Albania'' dedicato alla storia della polizia segreta durante gli anni del regime comunista 